# 尼克·羅賓森
尼克·羅賓森（英語：Nick Robinson，1995年3月22日—）是一位美國男演員。尼克知名的作品包括飾演ABC Family電視台的情境喜劇《憨管家俏主人》裡的萊德（Ryder Scanlon）一角；2013年的電影《夏日之王》中飾演喬（Joe Toy）。2015年，他也出演了電影《侏儸紀世界》。

## 早年與職業生涯
尼克在1995年3月22日於華盛頓州的西雅圖出生。他是五個孩子中的老大，不過他也有兩個同父異母的哥哥。在9歲的時候，他的父母帶他去參加一個地方的兒童劇團，叫做"Broadway Bound"。在11歲的時候，尼克首次在查爾斯·狄更斯改編成舞台劇的作品《小氣財神》演出。尼克之後接連參與地方的劇院表演，包括《梅岡城故事》，《Mame》以及《A Thousand Clowns》等作品。
2008年，一個劇院的朋友建議尼克的父母讓尼克去跟一個好萊塢知名星探Matt Casella見面，Matt見過尼克之後表示：「他是一個貨真價實的孩子，擁有驚人的天賦和才能，更不用說他聰明，好脾氣而且笑容很美。尼可已經可以去洛杉磯了。」 Casella推薦尼克跟幾間經紀公司會面，最後與洛杉磯的The Savage Agency簽下合約。不幸的是，當時尼克遇上了2007年－2008年美國編劇協會大罷工，所以他與他的父母就先回到西雅圖，持續在當地的劇團演出。
2009年，尼克參加了第二個電視節目的試鏡，便順利成為ABC Family情境喜劇《憨管家俏主人》的主演，並飾演梅麗莎·瓊·哈特演出的角色的外甥萊德（Ryder Scanlon）。該劇在2010年8月17日上映，並火速成為知名作品。
2011年，由於《憨管家俏主人》的知名度，讓尼克得以參與迪士尼頻道的原創電影《友情大作戰》，一同主演的有迪士尼影集《舞動青春》中的雙女主角貝拉·索恩以及辛蒂亞，並在該部電影中飾演傑克（Jake Logan）。《友情大作戰》於2012年1月13日首播，在迪士尼頻道的收視率達到注目水準。
2012年，尼克主演由導演 Jordan Vogt-Roberts 拍攝的電影作品《夏日之王》，飾演主角之一喬（Joe Toy）。該部電影於2012年5月在克里夫蘭拍攝，於2012年8月結束。該部電影於2013年5月31日在克里夫蘭當地首映，故事描述三個青少年在某個夏天決定離開家到附近的森林裡住在一起。尼克也曾客串HBO影集《大西洋帝國》飾演一個年輕的小偷Rowland Smith，並從史蒂夫·布西密飾演的角色偷一些私酒。該集叫做「Blue Bell Boy」，於2012年10月7日上映。在2012年夏季，尼克替Cox Communications公司拍攝一支廣告稱做「Buffer Time is Bonding Time」。在2012年10月份該廣告正式上映。
2015年尼克於科幻電影《侏羅紀世界》中飾演柴克（Zach Mitchell），他與泰‧新普金斯（Ty Simpkins）合作出演了一對兄弟，他們拜訪了由布萊絲·達拉斯·霍華扮演的阿姨克萊兒·戴寧（Claire Dearing）。《侏羅紀世界》成為2015年第二高票房電影。

## 影視作品列表

### 電影
| 年份 | 中文譯名             | 原文片名               | 角色                       | 備註 |
| ---- | -------------------- | ---------------------- | -------------------------- | ---- |
| 2012 | 《友情大作戰》       | Frenemies              | 傑克（Jake Logan）         |      |
| 2013 | 《夏日之王》         | The Kings of Summer    | Joe Toy                    |      |
| 2015 | 《侏羅紀世界》       | Jurassic World         | 查克·米契（Zach Mitchell） |      |
| 2015 | 《我是查理》         | Being Charlie          | 查理（Charlie Mills）      |      |
| 2016 | 《第5毀滅》          | The 5th Wave           | Ben Parish                 |      |
| 2017 | 《金剛：骷髏島》     | Kong: Skull Island     | 酒吧顧客#2                 | 客串 |
| 2017 | 《你是我一切的一切》 | Everything, Everything | Olly Bright                |      |
| 2017 | 《久久戒酒》         | Krystal                | 泰勒（Taylor Ogburn）      |      |
| 2018 | 《親愛的初戀》       | Love, Simon            | 賽門·施匹爾（Simon Spier） |      |
| 2019 | 《危險上路》         | 'Native Son            | Jan Erlone                 |      |
| 2019 | 《衝擊真相》         | Strange but True       | Phillip Chase              |      |
| 2020 | 《高凶任務》         | Shadow in the Cloud    | Stu Beckell                |      |
| 2021 | 《神鬼網戰》         | Silk Road              | 羅斯·烏布利希              |      |
| 2023 | 不適用               | Shadow Brother Sunday  | 雅各（Jacob）              | 短片 |
| 2024 | 《少女鬥惡龍》       | Damsel                 | 亨利王子（Prince Henry）   | 後製 |
| 待定 | 不適用               | Turn Me On             |                            | 後製 |

### 電視節目
| 年份 | 中文譯名         | 原文片名                      | 角色                  | 備註             |
| ---- | ---------------- | ----------------------------- | --------------------- | ---------------- |
| 2010 | 《憨管家俏主人》 | Melissa & Joey                | 萊德（Ryder Scanlon） | 主要角色         |
| 2012 | 《大西洋帝國》   | Boardwalk Empire              | Rowland Smith         | 1集              |
| 2020 | 《愛你，維克托》 | Love, Victor                  | Simon Spier           | 特別出演兼製作人 |
| 2020 | 《教師情事》     | A Teacher                     | Eric Walker           | 主要角色；迷你劇 |
| 2021 | 《女傭浮生錄》   | Maid                          | Sean                  | 主要角色         |
| 2023 | 《帝國時代2》    | History of the World, Part II | 羅伯特·托德·林肯      | 4集              |

### 電玩遊戲
| 年份 | 名稱               | 角色                       | 備註 |
| ---- | ------------------ | -------------------------- | ---- |
| 2015 | 《樂高侏儸紀世界》 | 查克·米契（Zach Mitchell） |      |
| 2015 | 《樂高次元》       | 查克·米契（Zach Mitchell） |      |

### 戲劇
| 年份 | 劇場               | 片名                  | 角色           | 備註 |
| ---- | ------------------ | --------------------- | -------------- | ---- |
| 2006 | ACT Theatre        | A Christmas Carol     | Turkey Boy     |      |
| 2007 | Intiman Playhouse  | To Kill a Mockingbird | Jem Finch      |      |
| 2008 | 5th Avenue Theatre | Mame                  | Patrick Dennis |      |
| 2009 | Intiman Playhouse  | A Thousand Clowns     | Nick Burns     |      |
| 2010 | Village Theatre    | Lost in Yonkers       | Arty           |      |
| 2019 | Shubert Theatre    | To Kill a Mockingbird | Jem Finch      |      |

## 外部連結
- Nick Robinson在互联网电影资料库（IMDb）上的資料（英文）
- Official ABC Family Bio
- 尼克·羅賓森的Instagram帳戶